# Natação nos Jogos Olímpicos de Verão de 2008 - 200 m borboleta feminino
A competição dos 200m borboleta feminino  nos Jogos Olímpicos de Verão de 2008 aconteceram nos dias 12 e 14 de Agosto no Centro Aquático Nacional de Pequim.

## Medalhistas
| Ouro   | CHN Liu Zige          |
| Prata  | CHN Jiao Liuyang      |
| Bronze | AUS Jessicah Schipper |

## Recordes
Antes desta competição, os recordes mundiais e olímpicos da prova eram os seguintes:
| Tipo | Atleta                | Tempo   | Local   | Data                   | Ref |
| ---- | --------------------- | ------- | ------- | ---------------------- | --- |
|      | AUS Jessicah Schipper | 2:05.40 | Vitória | 17 de agosto de 2006   | ver |
|      | USA Misty Hyman       | 2:05.88 | Sydney  | 20 de setembro de 2000 |     |

## Eliminatórias

### Eliminatória 1
| # | Pista | Nome                          | País           | Tempo   | Notas |
| - | ----- | ----------------------------- | -------------- | ------- | ----- |
| 1 | 5     | Eleftheria Evgenia Efstathiou | GRE Grécia     | 2:13.27 |       |
| 2 | 6     | Gulsah Gunenc                 | TUR Turquia    | 2:14.44 |       |
| 3 | 4     | Ingvild Snildal               | NOR Noruega    | 2:14.53 |       |
| 4 | 3     | Kristina Lennox-Silva         | PUR Porto Rico | 2:17.27 |       |

### Eliminatória 2
| # | Pista | Nome              | País              | Tempo   | Notas |
| - | ----- | ----------------- | ----------------- | ------- | ----- |
| 1 | 6     | Katherine Meaklim | RSA África do Sul | 2:09.41 | Q     |
| 2 | 4     | Nina Dittrich     | AUT Áustria       | 2:09.85 |       |
| 3 | 5     | Sara Oliviera     | POR Portugal      | 2:10.14 |       |
| 4 | 8     | Tetyana Khala     | UKR Ucrânia       | 2:12.16 |       |
| 5 | 7     | Li Tao            | SIN Singapura     | 2:12.63 |       |
| 6 | 2     | Yang Chin-kuei    | TPE Taipé Chinês  | 2:13.26 |       |
| 7 | 1     | Denisa Smolenova  | SVK Eslováquia    | 2:13.81 |       |
| - | 3     | Georgina Bardach  | ARG Argentina     | -       | DNS   |

### Eliminatória 3
| # | Pista | Nome             | País          | Tempo   | Notas |
| - | ----- | ---------------- | ------------- | ------- | ----- |
| 1 | 2     | Liu Zige         | CHN China     | 2:06.46 | Q     |
| 2 | 4     | Yuko Nakanishi   | JPN Japão     | 2:06.62 | Q     |
| 3 | 6     | Natsumi Hoshi    | JPN Japão     | 2:07.02 |       |
| 4 | 8     | Stephanie Horner | CAN Canadá    | 2:10.33 |       |
| 5 | 7     | Paola Cavallino  | ITA Itália    | 2:10.46 |       |
| 6 | 5     | Emese Kovacs     | HUN Hungria   | 2:12.73 |       |
| 7 | 1     | Magali Rousseau  | GUM Guam      | 2:13.12 |       |
| - | 3     | Sara Isakovič    | SLO Eslovênia |         | DNS   |

### Eliminatória 4
| # | Pista | Nome                             | País               | Tempo   | Notas |
| - | ----- | -------------------------------- | ------------------ | ------- | ----- |
| 1 | 6     | Kathleen Hersey                  | USA Estados Unidos | 2:07.65 | Q     |
| 2 | 7     | Micha Kathrine Oestergaar Jensen | DEN Dinamarca      | 2:07.77 | Q     |
| 3 | 5     | Jemma Lowe                       | GBR Grã-Bretanha   | 2:08.07 | Q     |
| 4 | 4     | Jessicah Schipper                | AUS Austrália      | 2:08.11 | Q     |
| 5 | 3     | Audrey Lacroix                   | CAN Canadá         | 2:08.54 | Q     |
| 6 | 8     | Petra Granlund                   | SWE Suécia         | 2:08.97 | Q     |
| 7 | 2     | Ellen Gandy                      | GBR Grã-Bretanha   | 2:08.98 | Q     |
| 8 | 1     | Yana Martynova                   | RUS Rússia         | 2:12.47 |       |

### Eliminatória 5
| # | Pista | Nome               | País               | Tempo   | Notas |
| - | ----- | ------------------ | ------------------ | ------- | ----- |
| 1 | 5     | Aurore Mongel      | FRA França         | 2:06.49 | Q     |
| 2 | 6     | Jiao Liuyang       | CHN China          | 2:06.89 | Q     |
| 3 | 4     | Otylia Jędrzejczak | POL Polônia        | 2:06.91 | Q     |
| 4 | 3     | Elaine Breeden     | USA Estados Unidos | 2:07.92 | Q     |
| 5 | 2     | Samantha Hamill    | AUS Austrália      | 2:08.83 | Q     |
| 6 | 7     | Beatrix Boulsevicz | HUN Hungria        | 2:10.00 |       |
| 7 | 8     | Joanna Maranhão    | BRA Brasil         | 2:10.64 |       |
| 8 | 1     | Choi Hyera         | KOR Coreia do Sul  | 2:11.42 |       |

## Semi-finais

### Semi-final 1
| # | Pista | Nome                             | País              | Tempo   | Notas |
| - | ----- | -------------------------------- | ----------------- | ------- | ----- |
| 1 | 5     | Jiao Liuyang                     | CHN China         | 2:06.42 | Q     |
| 2 | 4     | Aurore Mongel                    | FRA França        | 2:07.21 | Q     |
| 3 | 2     | Jemma Lowe                       | GBR Grã-Bretanha  | 2:07.87 | Q     |
| 4 | 3     | Natsumi Hoshi                    | JPN Japão         | 2:07.93 |       |
| 5 | 6     | Micha Kathrine Oestergaar Jensen | DEN Dinamarca     | 2:09.29 |       |
| 6 | 7     | Audrey Lacroix                   | CAN Canadá        | 2:09.74 |       |
| 7 | 1     | Petra Granlund                   | SWE Suécia        | 2:09.79 |       |
| 8 | 8     | Katheryn Meaklim                 | RSA África do Sul | 2:11.74 |       |

### Semi-final 2
| # | Pista | Nome               | País               | Tempo   | Notas |
| - | ----- | ------------------ | ------------------ | ------- | ----- |
| 1 | 4     | Liu Zige           | CHN China          | 2:06.25 | Q, AS |
| 2 | 7     | Jessicah Schipper  | AUS Austrália      | 2:06.34 | Q     |
| 3 | 3     | Otylia Jędrzejczak | POL Polônia        | 2:06.78 | Q     |
| 4 | 5     | Yuko Nakanishi     | JPN Japão          | 2:06.96 | Q     |
| 4 | 6     | Kathleen Hersey    | USA Estados Unidos | 2:06.96 | Q     |
| 6 | 2     | Elaine Breeden     | USA Estados Unidos | 2:07.73 | Q     |
| 7 | 1     | Samantha Hamill    | AUS Austrália      | 2:09.58 |       |
| 8 | 8     | Ellen Gandy        | GBR Grã-Bretanha   | 2:10.60 |       |

## Final
| #                 | Pista | Nome               | País               | Tempo   | Notas |
| ----------------- | ----- | ------------------ | ------------------ | ------- | ----- |
| Medalha de ouro   | 4     | Liu Zige           | CHN China          | 2:04.18 | WR    |
| Medalha de prata  | 3     | Jiao Liuyang       | CHN China          | 2:04.72 |       |
| Medalha de bronze | 5     | Jessicah Schipper  | AUS Austrália      | 2:06.26 |       |
| 4                 | 6     | Otylia Jędrzejczak | POL Polônia        | 2:07.02 |       |
| 5                 | 2     | Yuko Nakanishi     | JPN Japão          | 2:07.32 |       |
| 6                 | 1     | Aurore Mongel      | FRA França         | 2:07.36 |       |
| 7                 | 8     | Elaine Breeden     | USA Estados Unidos | 2:07.57 |       |
| 8                 | 7     | Kathleen Hersey    | USA Estados Unidos | 2:08.23 |       |

Legenda
| Recorde mundial      | Recorde mundial (World record)               |                       | Recorde africano                      | Recorde africano (African) |                                           | Q | Classificado por posição (Qualified) |
| Recorde olímpico     | Recorde olímpico (Olympic record)            | Recorde da América    | Recorde da América (Americas)         | q                          | Classificado por melhor tempo (Qualified) |   |                                      |
| Melhor marca do ano  | Melhor marca do ano (World leading)          | Recorde asiático      | Recorde asiático (Asian)              | DNS                        | Não largou (Did not start)                |   |                                      |
| Recorde nacional     | Recorde nacional (National record)           | Recorde europeu       | Recorde europeu (European)            | DNF                        | Não terminou (Did not finish)             |   |                                      |
| Recorde pessoal      | Recorde pessoal do atleta (Personal best)    | Recorde da Oceania    | Recorde da Oceania (Oceania)          | DSQ / DQ                   | Desclassificado (Disqualified)            |   |                                      |
| Recorde da temporada | Recorde da temporada do atleta (Season best) | Recorde sul-americano | Recorde sul-americano (South America) | NM                         | Sem marca (No mark)                       |   |                                      |